# 白盾斑蚊
白盾斑蚊（學名：Aedes (Aedimorphus) alboscutellatus ），分布於中國、台灣、日本、韓國、越南、緬甸、泰國、印度、菲律賓、印尼、斯里蘭卡、馬來西亞、南太平洋島嶼、澳洲，棲於淺潭。

## 介紹
體色紅棕色。頭頂覆棕色和白色鱗，前端中央有一棕色小斑，側有兩小塊棕斑；前胸前背片棕色，後背片白色，雜棕色鱗；中胸楯片深棕色，並有模糊褐色斑；中胸小楯片銀白色；翅深褐色，翅基有白斑；足深褐色，節間具白斑，但跗節全為深褐色；腹背板褐色，第一節側背片有白斑，二到七節基部有白色側斑，三到七節基部有白色窄橫帶，偶與側斑相連；腹板淡黃色，端部有褐色帶。